# Лхокпу
Лхокпу (лхоби-кха, таба-дамей-би-кха) — язык народа лхоп, относящийся к сино-тибетской языковой семье. Конкретная классификация языка лхокпу является предметом споров: в некоторых источниках его относят к бодским языкам, отдельные исследователи (Жорж ван Дрим) выделяют его в отдельную неклассифицированную ветвь сино-тибетской семьи.
На этом языке говорят в дзонгхаге Самце (Бутан). Носители языка из народности лхоп, считающихся представителями древнего (автохтонного) населения Бутана, проживают на территории нескольких (по разным источникам — от двух до пяти) деревень. Число носителей по состоянию на 1993 год составляет около 2500 человек. Находится под угрозой исчезновения (статус «6b»).
Язык бесписьменный.